# Damian Szymański
Damian Dawid Szymański (Kraśnik, 16 de junho de 1995) é um futebolista polonês que atua como meio-campo. Atualmente joga pelo AEK Atenas.

## Carreira no clube
Szymański começou sua carreira no GKS Bełchatów.

### Akhmat Grozny
Em 12 de janeiro de 2019, o Wisła Płock anunciou sua transferência para o FC Akhmat Grozny, clube da Premier League Russa. Três dias depois, Akhmat confirmou que o clube assinou um contrato de 4,5 anos com Szymański.

### AEK Atenas
Em 13 de janeiro de 2020, Szymański viajou para Atenas para passar nos exames médicos e concluir a transferência para o AEK Atenas. O meio-campista polonês ingressou no clube grego por empréstimo inicial de seis meses, e o AEK manterá o direito de comprá-lo por € 1.500.000. Um dia depois, o negócio foi oficializado e Szymański foi apresentado ao seu novo clube.
Em 30 de junho de 2020, Szymański assinou um contrato de quatro anos com o AEK depois que sua transferência de Akhmat Grozny se tornou permanente. O clube grego pagou € 1.300.000 por seus serviços, enquanto o Akhmat manterá uma taxa de revenda de 15%. Cinco dias depois, Szymanski marcou seu primeiro gol pelo clube, selando uma vitória por 4 a 1 fora de casa contra o Aris Thessaloniki.
Em 20 de janeiro de 2021, ele marcou na vitória por 2 a 0 em casa contra o Apollon Smyrnis na partida de ida das oitavas de final da Copa da Grécia. Em 15 de fevereiro de 2021, ele selou uma dramática vitória fora de casa por 4–2 contra a AEL, após um cruzamento de Levi García. Na semana seguinte, Szymański marcou dois gols no empate em casa por 2 a 2 contra o Asteras Tripolis.

## Carreira internacional
Szymański fez sua estreia na seleção da Polônia em 7 de setembro de 2018, em uma partida a Liga das Nações da UEFA de 2018–19 contra a Itália. Fez a sua estreia como titular no jogo de volta contra a Itália, em 14 de outubro. Marcou seu primeiro gol, um empate nos acréscimos do segundo tempo, em 8 de setembro de 2021 em uma partida das eliminatórias da Copa do Mundo FIFA de 2022 contra a Inglaterra realizada no Estádio Nacional em Varsóvia, que terminou com um empate 1–1.

#### Gols pela seleção
Placares e resultados listam a contagem de gols da Polônia primeiro.
| Nº | Data                  | Local                               | Oponente   | Placar | Resultado | Competição                                      |
| -- | --------------------- | ----------------------------------- | ---------- | ------ | --------- | ----------------------------------------------- |
| 1. | 8 de setembro de 2021 | Stadion Narodowy, Varsóvia, Polônia | Inglaterra | 1–1    | 1–1       | Eliminatórias para a Copa do Mundo FIFA de 2022 |